# I Never Met the Dead Man
"I Never Met the Dead Man" (em português, "O Morto Desconhecido"), é o segundo episódio da primeira temporada da série de comédia animada Uma Família da Pesada, originalmente exibido na Fox dos Estados Unidos em 11 de abril de 1999. Conta a história de como Peter Griffin ensinou sua filha Meg a dirigir; por causa de seu péssimo ensinamento, eles quebram a antena parabólica, deixando a cidade sem sinal de televisão. Peter começa a sofrer com a falta de seus programas televisivos, mas encontra uma nova maneira de viver, praticando atividades ao ar livre, o que deixa sua família exausta. Enquanto isso, Stewie planeja destruir o fornecimento de brócolis em todo o mundo com um dispositivo controlador do tempo, e assim, Lois não poderia forçá-lo a comer o vegetal.
O episódio foi escrito por Chris Sheridan e dirigido por Michael Dante DiMartino, ambos participando pela primeira vez da produção de Family Guy. Grande parte do humor envolvido em "I Never Met the Dead Man", seguindo o padrão do seriado, é estruturado em volta de sequências de cortes que parodiam a cultura popular, incluindo temas como Star Trek, O mágico de Oz, ALF, A ilha dos Birutas, A Feiticeira e Barrados no Baile. O título é baseado nos programas de rádio de 1930 e 1940, particularmente na antologia de terror Suspense, a qual apresentava diversos elementos ligados à morte e assassinato. Teve a participação de Erik Estrada, Butch Hartman, Aaron Lustig e Joey Slotnick, além dos dubladores de personagens secundários.
As críticas foram favoráveis; vários comentaristas destacaram-o como um dos episódios "mais memoráveis" da série, sendo relativamente melhor do que "A morte tem uma sombra".

## Referências culturais

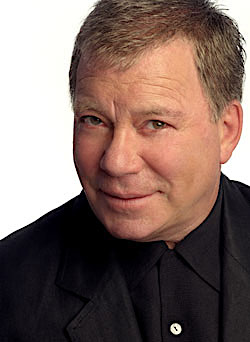
Um personagem semelhante ao ator William Shatner participou do episódio.

## Enredo
Irritada pelo fato de que Peter passa mais tempo em frente à televisão do que em companhia com sua família, Lois sugere a ele que ensine a Meg como dirigir. Relutante, o personagem aceita a proposta, mas involuntariamente, acaba dando dicas ruins de como conduzir, como rotacionar o motor duas vezes em semáforos e desafiar outros veículos para uma corrida, o que causa a reprovação da garota no teste de condução. Voltando do Departamento de Veículos Motores, Peter percebe que um programa de seu interesse está sendo exibido na televisão de uma casa ao redor e distraído, bate o carro na antena principal da cidade, impedindo a transmissão das atrações televisivas para toda a cidade de Quahog. Ele convence Meg a se declarar culpada pelo acontecido, subornando-a com a promessa de que comprará um conversível quando ela conseguir sua licença para dirigir. Ao chegar em casa com a antena presa no veículo, Lois fica furiosa com Peter por colocar a culpa na filha. Enquanto isso, Stewie rouba a antena, planejando criar um dispositivo controlador de tempo que seja capaz de acabar com o fornecimento de brócolis no mundo, já que sua mãe o forçou a comer o vegetal.
Sofrendo com a síndrome de abstinência por causa da falta da televisão, Peter corta um pedaço de papel em forma de uma televisão e coloca-o em sua cabeça: assim, toda a sua vida se parecerá com um programa. Meg não aguenta mais ser desprezada e acaba revelando que é o real responsável pela falta de sinal em Quahog é seu pai, e ele começa a ser menosprezado por toda a população da cidade. Para salvar o marido das acusações verbais e desdém, Lois faz um discurso emocionante para a comunidade, falando que sem a televisão, as pessoas poderiam ser mais amigáveis uma com as outras, e Peter, inspirado no que ouviu da esposa, leva a família para praticar diversas atividades ao ar livre, uma após a outra. A mulher e os filhos ficam exaustos, e ele decide sair com William Shatner, que apareceu na porta da casa dos Griffin após furar o pneu de seu carro quando estava em um festival próximo. A máquina do tempo criada por Stewie causa uma enorma tempestade, e enquanto Meg pratica para tirar a carta de motorista, o excesso de chuva faz com que ela atropele acidentalmente Peter e Shatner, que ficam, respectivamente, hospitalizado e morto. Durante a recuperação, Peter é forçado a assistir televisão, deixando-o viciado novamente, para o alívio de sua família.

## Produção

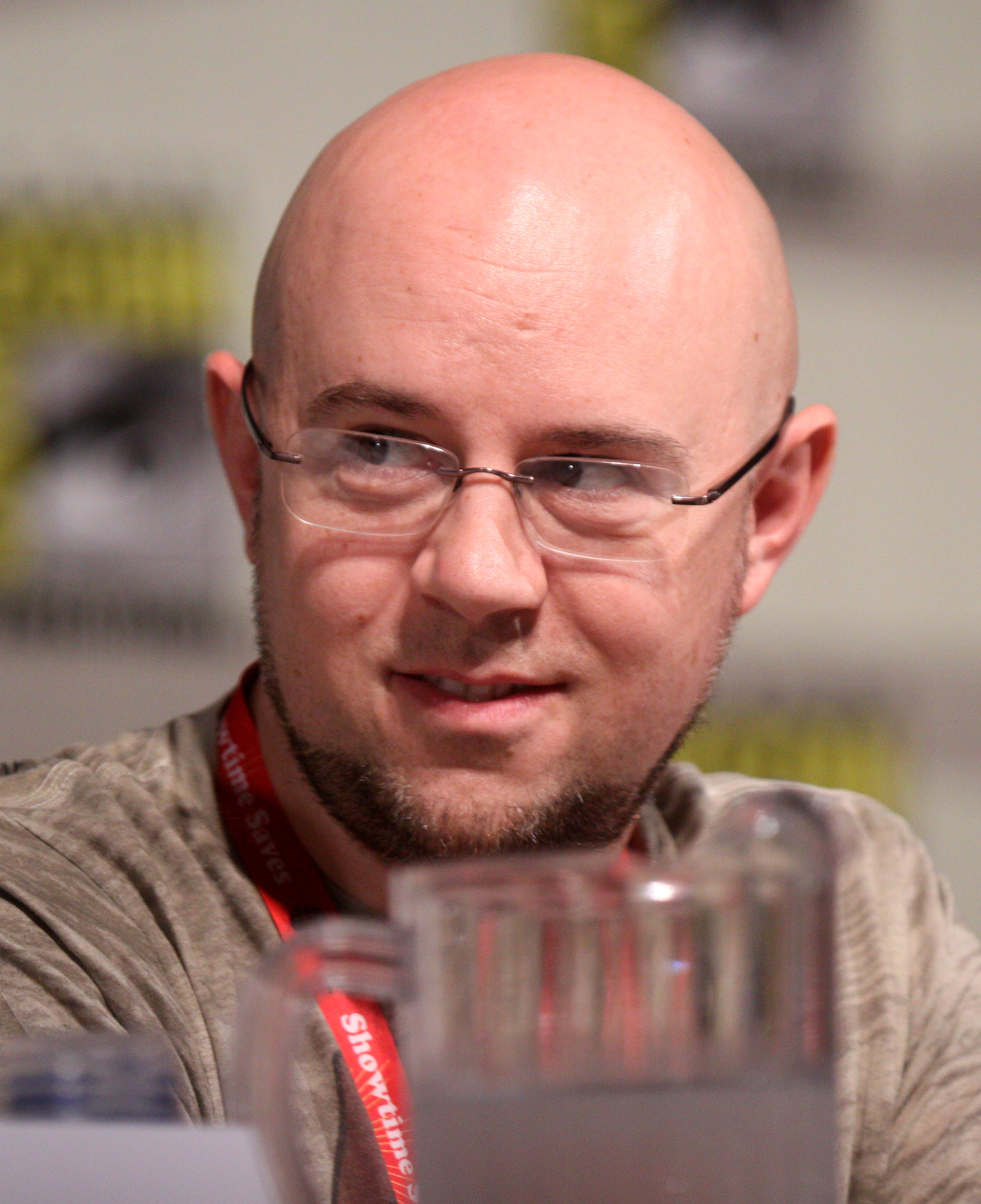
Michael Dante DiMartino dirigiu o episódio

"I Never Met the Dead Man" foi o primeiro episódio de Family Guy a ser escrito por Chris Sheridan e dirigido por Michael Dante DiMartino. Nos primeiros meses de produção, os escritores compartilharam um escritório emprestado pela equipe de produção de King of the Hill. Assim como os quatro primeiro episódios da temporada, o título foi baseado em programas de rádio dos anos 30 e 40, particularmente na antologia de terror "Suspense", que mostrava vários elementos relacionados à morte e assassinato; a partir do quinto episódio, os títulos passaram a ser adotados sem essa base. Adicionalmente com o elenco regular, os atores Erik Estrada, Aaron Lustig e Joey Slotnick, o escritor e animador Butch Hartman e o dublador Frank Welker participaram do episódio. A dubladora Lori Alan fez pequenas aparições, dando voz à personagens secundários. A exibição ocorreu originalmente em 11 de abril de 1999, aproximadamente três meses após a estreia da série.